# هاریپریا
هاریپریا (به انگلیسی: Hariprriya) (زاده ۲۹ اکتبر ۱۹۹۱) بازیگر هندی است.
از کارهای معروف او می‌توان به بازی در فیلم‌های زمیندار کوچک و پسر آنجانی اشاره کرد.